# Tour dei British and Irish Lions 1908
Nel 1908 la selezione della Gran Bretagna si avventura in un tour in Australia e Nuova Zelanda
Mancano completamente sia i giocatori scozzesi che quelli irlandesi, tanto che negli annali viene ricordata come la selezione degli "Anglo Welsh"
Secondo alcuni la supremazia della squadra britannica nei confronti delle squadre australiane, sarà la causa della scissione di parte del rugby australiano verso il rugby a XIII.
In realtà la scissione era ormai decisa, visto che saranno i Team del Queensland a lasciare il rugby a 15, dopo che già avevano rifiutato di formare una squadra nazionale unica con il Nuovo Galles del Sud.

## Il team
- Manager: George Harnett

### Estremi
- John Dyke (Penarth)
- John Jackett (Falmouth)

### Tre Quarti
- F.E. Chapman (Westoe)
- Reggie Gibbs (Cardiff)
- Johnnie Williams (Cardiff)
- Rowland Griffiths (Newport)
- Jack Jones (Pontypool)
- James Phillips Jones (Guy's Hospital)
- P.F. McEvedy (Guy's Hospital)
- H.H. Vassall (Blackheath)

### Mediani
- J. Davey (Redruth)
- H. Laxon (Cambridge University)
- William Llewellyn Morgan (Cardiff)
- G.L. Williams (Liverpool)

### Avanti
- H. Archer (Guy's Hospital)
- R. Dibble (Bridgwater)
- Percy Down (Bristol)
- G.V.Kyrke (Marlborough Nomads)
- R.K. Green (Neath)
- Edgar Morgan (Swansea)
- L.S. Thomas (Penarth)
- Arthur Harding (Cardiff) (capitano)
- Jack Williams (London Welsh)
- G.R.Hind (Guy's Hospital)
- F.S. Jackson (Leicester)
- W.L. Oldham (Coventry)
- J.A.S. Ritson (Northern)
- T.W. Smith (Leicester)

## Risultati
Sistema di punteggio: meta = 3 punti, Trasformazione=2 punti .Punizione= 3 punti. drop calcio da mark= 4 punti. 

### Itest match
| Arbitro: | James Duncan |

|                                                          |      |         |
| D. Cameron, Hunter, Mitchinson (2) Roberts (2), Thompson | mt   | Gibbs   |
| Francis, Gillett (2), Roberts                            | tr   | Jackson |
| Roberts                                                  | c.p. |         |

| Arbitro: | Angus Campbell |

|         |      |       |
| Francis | mt   |       |
|         | c.p. | Jones |

| Arbitro: | Angus Campbell |

|                                                                  |    |  |
| Gillett, Deans, Hunter, Glasgow Mitchinson (3), Francis, Hayward | mt |  |
| Colman                                                           | tr |  |

### Gli altri incontri
| Masterton 23 maggio 1908 | Wairarapa | 3 – 17 | Anglo-Welsh XV |  |

| Wellington 27 maggio 1908 | Wellington | 9 – 13 | Anglo-Welsh XV |  |

| Dunedin 30 maggio 1908 | Otago | 9 – 6 | Anglo-Welsh XV |  |

| Invercargill 3 giugno 1908 | Southland | 8 – 14 | Anglo-Welsh XV |  |

| Timaru 10 giugno 1908 | South Canterbury | 6 – 12 | Anglo-Welsh XV |  |

| Christchurch 13 giugno 1908 | Canterbury | 13 – 8 | Anglo-Welsh XV |  |

| Greymouth 17 giugno 1908 | West Coast & Buller | 3 – 22 | Anglo-Welsh XV |  |

| Nelson 20 giugno 1908 | Marlborough & Nelson | 0 – 12 | Anglo-Welsh XV |  |

| Napier 1º luglio 1908 | Hawke's Bay | 3 – 25 | Anglo-Welsh XV |  |

| Gisborne 4 luglio 1908 | Poverty Bay | 0 – 26 | Anglo-Welsh XV |  |

| Palmerston North 8 luglio 1908 | Manawatu-Horowhenua | 3 – 12 | Anglo-Welsh XV |  |

| Wanganui 11 luglio 1908 | Wanganui | 6 – 9 | Anglo-Welsh XV |  |

| New Plymouth 15 luglio 1908 | Taranaki | 5 – 0 | Anglo-Welsh XV |  |

| Auckland 18 luglio 1908 | Auckland | 11 – 0 | Anglo-Welsh XV |  |

| Sydney 5 agosto 1908 | N. Galles del Sud | 0 – 3 | Anglo-Welsh XV |  |

| Sydney 8 agosto 1908 | N. Galles del Sud | 0 – 9 | Anglo-Welsh XV |  |

| Orange 12 agosto 1908 | Western Districts | 15 – 10 | Anglo-Welsh XV |  |

| Sydney 15 agosto 1908 | Metropolitan | 13 – 16 | Anglo-Welsh XV |  |

| Newcastle 19 agosto 1908 | Newcastle | 0 – 42 | Anglo-Welsh XV |  |

| Sydney 22 agosto 1908 | N. Galles del Sud | 6 – 3 | Anglo-Welsh XV |  |

| Brisbane 26 agosto 1908 | Queensland | 3 – 20 | Anglo-Welsh XV |  |

| Brisbane 29 agosto 1908 | Queensland | 8 – 11 | Anglo-Welsh XV |  |

| Brisbane 2 settembre 1908 | Brisbane | 3 – 26 | Anglo-Welsh XV |  |